# Dieci
Dieci là một xã thuộc hạt Arad, România. Dân số thời điểm năm 2002 là 1754 người.